# Pei Chong
Pei Chong (裴冲 8 maart 1997) is een Chinese langebaanschaatsster. De sprintster nam in 2024 deel aan het WK Afstanden in het Canadese Calgary.

## Records

### Persoonlijke records
| Afstand    | Tijd    | Datum            | Baan    |
| ---------- | ------- | ---------------- | ------- |
| 500 meter  | 38,24   | 10 december 2021 | Calgary |
| 1000 meter | 1.16,11 | 16 maart 2019    | Calgary |
| 1500 meter | 1.59,89 | 17 maart 2019    | Calgary |
| 3000 meter | 4.37,14 | 26 augustus 2017 | Calgary |

(laatst bijgewerkt: 29 februari 2024)

## Resultaten
| Jaar | WK Afstanden                     |
| ---- | -------------------------------- |
| 2024 | 17e 500m 22e 1000m 8e teamsprint |